# 1965年拉特群島地震
1965年拉特群島地震發生於1965年2月4日05:01（UTC）。該次地震規模高達Mw 8.7，並產生了海嘯，海嘯最高處是申雅島紀錄到超過10公尺。但這次地震只有極少的損害。

## 損害
海嘯在阿姆奇特卡島造成了約10000美金的損失。阿圖島和申雅島也有機場跑道損壞等少許損失。

## 板塊運動

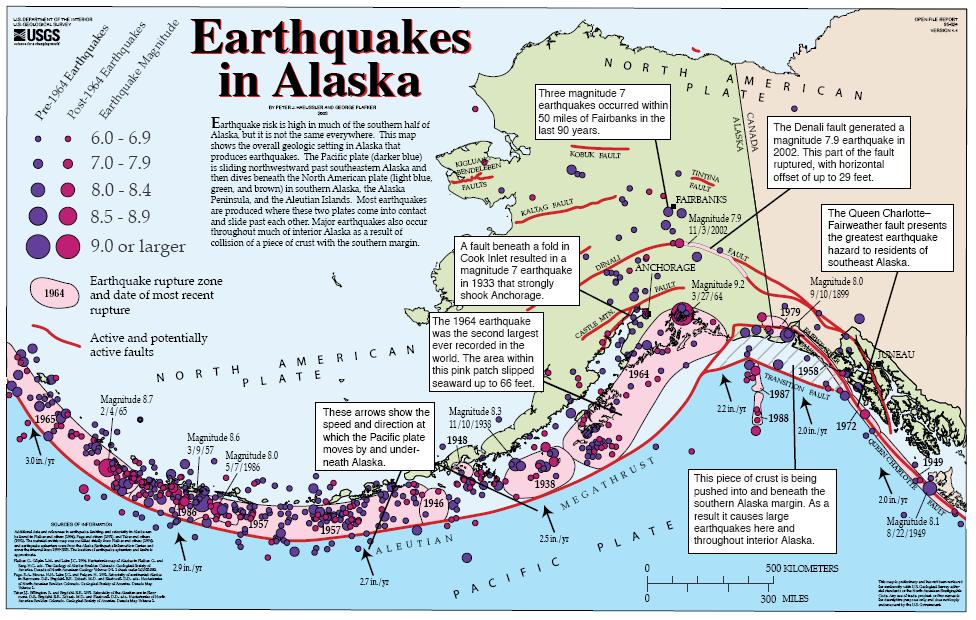
本地圖顯示了阿拉斯加的地質構造與地震

拉特群島是火山島形成的島弧阿留申群島的一部分。該群島的形成是因為太平洋板塊隱沒到北美洲板塊之下。這裡的板塊邊界屬於阿拉斯加－阿留申大型逆衝區（Alaska-Aleutian megathrust），因此是許多大型逆衝區地震的發生地。

## 經過

### 地震
這次地震延著板塊邊界產生了長達600公里的破裂帶，而破裂帶長度是基於餘震的分布得知。地震的能量釋放模式顯示在板塊交界處有三個粗糙摩擦區域，每個區域都會以地震矩形式產生能量釋放。海嘯模型則支持此一看法，並顯示了有配合三個相關板塊構造區域的三個子事件。
主震過後將近兩個月又發生了一次規模7.6的地震，引發規模較小的海嘯。這並不是餘震，而是被先前地震誘發的海溝外側隆起上正斷層產生的地震。

### 海嘯
該次地震引發的海嘯高度最高是申雅島上的10.7公尺。另外在阿姆奇特卡島高度2.0公尺、阿圖島1.6公尺、夏威夷考艾岛北岸1.1公尺。秘魯、厄瓜多爾、墨西哥、美國加州、日本和東俄羅斯也都有海嘯報告。